# Bu Yunchaokete
Bu Yunchaokete (chinesisch 布云朝克特, Pinyin Bù Yúnzhāokètè; * 19. Januar 2002 in Bortala, Xinjiang) ist ein chinesischer Tennisspieler.

## Karriere
Bu spielte bis 2020 auf der ITF Junior Tour. In der Jugend-Rangliste erreichte er mit Rang 5 seine höchste Notierung. Sein bestes Ergebnis bei Grand-Slam-Turnieren war das Viertelfinale der Australian Open 2019 im Doppel. Er war vor allem bei niedriger dotierten Turnieren erfolgreich.
Bei den Profis spielte Bu erste Turniere von 2018 bis 2021. Allerdings nahm er erst 2022 regelmäßiger teil und war das erste Mal in der Weltrangliste platziert. In seinem ersten Profijahr spielte er hauptsächlich auf der drittklassigen ITF Future Tour. Im April 2022 erreichte er dort das erste Halbfinale. Anschließend gewann er drei Turniere in Folge, wodurch er in die Top 700 einzog. Bis August stand er noch vier weitere Male im Endspiel, wovon er erneut drei Titel gewann. Im Doppel gewann Bu nach zwei Futures im Vorjahr auch 2022 drei Titel. Mit einem Platz in den Top 350 nahm Bu Ende 2022 an ersten Turnieren der ATP Challenger Tour teil, wo er in Ismaning sein erstes Match gewann. Bis zum Jahresende verbesserte er sich noch bis Platz 306 im Einzel und 359 im Doppel. Im September des Jahres hatte er sein Debüt für die chinesische Davis-Cup-Mannschaft gegeben, wo er in der Begegnung gegen Uruguay seine beide Matches verloren hatte. 2023 begann für Bu erfolgreich. Bei mehreren Challengers überstand er die Qualifikation und in Teneriffa besiegte er mit Alexander Schewtschenko die an zwei gesetzte Nummer 113 der Welt. In Les Franqueses del Vallès zog er erstmals ins Halbfinale ein. Einen Monat später gewann Bu den Titel in Seoul, wodurch er erstmals in die Top 200 einstieg.

## Erfolge
| Legende (Anzahl der Siege) |
| Grand Slam                 |
| ATP Finals                 |
| ATP Tour Masters 1000      |
| ATP Tour 500               |
| ATP Tour 250               |
| ATP Challenger Tour (3)    |

### Einzel

#### Turniersiege
| Nr. | Datum          | Turnier | Belag     | Finalgegner      | Ergebnis       |
| --- | -------------- | ------- | --------- | ---------------- | -------------- |
| 1.  | 30. April 2023 | Seoul   | Hartplatz | Aleksandar Vukic | 7:64, 6:4      |
| 2.  | 12. Mai 2024   | Wuxi    | Hartplatz | Jahor Herassimau | 6:4, 6:1       |
| 3.  | 21. Juli 2024  | Granby  | Hartplatz | Térence Atmane   | 6:3, 6:77, 6:4 |